# 太陽神戸銀行
株式会社太陽神戸銀行（たいようこうべぎんこう、英: Taiyo-Kobe Bank Limited.）は、かつて存在した日本の都市銀行で、現在の三井住友銀行の前身の一つである。

## 概要
都市銀行下位行の神戸銀行と太陽銀行が1973年10月1日に合併して発足した。
本店は神戸銀行本店におかれ、本部機能は神戸本部と太陽銀行本店におかれた東京本部、東京営業部の東西2本部体制が敷かれた。東京本部、東京営業部は千代田区九段南の東京堂千代田ビルディングに移転し、跡地には東京中央支店が設置された。
神戸銀行は地方銀行、太陽銀行は相互銀行を前身とするため、主取引銀行とする大企業は都市銀行上位行に比べて少なく、店舗数こそ多かったものの、これといった特徴に乏しい銀行であった。また、合併による店舗の重複が少なかったことで不採算店舗が温存され、旧行の対立で行内の融和が進まなかったこともあり、効率化は進まなかった。歴代頭取の塩谷忠男、奥村輝之、松下康雄はいずれも大蔵省からの天下りである。
発足時に制定された行章は、赤い丸で太陽を表し、中の白い部分は神戸の「K」を象徴するとともに、それを「∞」（無限大）型にすることで「港町・神戸の無限なる発展」を表現したもので、デザイナーは大橋正である。また一般向けのキャッチフレーズは「ひろげましょう ほほえみの輪を」だった。
1990年4月1日に三井グループの三井銀行と合併し太陽神戸三井銀行となり、1992年4月1日にさくら銀行に商号変更した。本店ビルはさくら銀行神戸営業部・関西本部となった後、2023年現在も住友銀行とさくら銀行が合併して発足した三井住友銀行の神戸営業部として使用されている。
旧神戸銀行時代から、小学館の学習雑誌『小学一年生』の裏表紙に広告が掲載されていた。神戸銀行時代の児童向けキャッチフレーズは「ぼくもわたしもこうべぎんこう」。太陽神戸三井銀行やさくら銀行時代も数年間継続していた。また1981年のポートピア'81に出展したパビリオン「神戸プラネタリウムシアター」でも、小学館が同行取引先の一員として協賛企業に参加した。
ATMが登場しキャッシュカードが発行された最初期は「ハンディカード」と呼ばれた。ATM及び窓口の端末機の多くは沖電気のもので、現在の三井住友銀行でも沖電気製のものを採用している。演歌歌手の香西かおりが一時期同行で勤務していた。
また著名人の利用者もあり、代表としてはTHE ALFEE桜井賢も利用していた
。
サンリオのキャラクターである『マイ・メロディ』が1986年までイメージキャラクターとして採用されていた。2018年現在「マイ・メロディ」は大分銀行のイメージキャラクターとして採用されている。サンリオのザ ボードビル デュオ（エディ＆エミー）のキャラクター通帳・キャッシュカードなどが採用していた。合併し旧太陽神戸の支店で通帳、キャッシュカード等で使われていた。旧三井銀行では、くまのパディントンが採用されていた。